# فارفتچ
فارفتچ (انگلیسی: Farfetch) شرکت تجارت الکترونیک بریتانیایی است، که در سال ۲۰۰۷ تأسیس شد.